# Albert Görland
Albert Görland (* 9. Juli 1869 in Hamburg; † 18. Februar 1952 in Dollerupholz) war ein deutscher Philosoph.

## Wissenschaftlicher Werdegang und Wirken
Albert Görland war in Hamburg als Volksschullehrer tätig, bevor er 1896 sein Abitur nachholte. Er studierte in Marburg und promovierte 1898 auf der Grundlage einer Arbeit über Aristoteles und die Arithmetik bei Hermann Cohen und Paul Natorp. 1919 wurde Görland in Hamburg kumulativ habilitiert und 1923 ebenda auf ein Extraordinariat berufen. 1933 wurde er kurz nach der Machtergreifung der Nationalsozialisten an der Uni Hamburg entlassen.
Seine Tochter war die Kieler Philosophieprofessorin Ingtraud Görland (1933–2021).

## Schriften

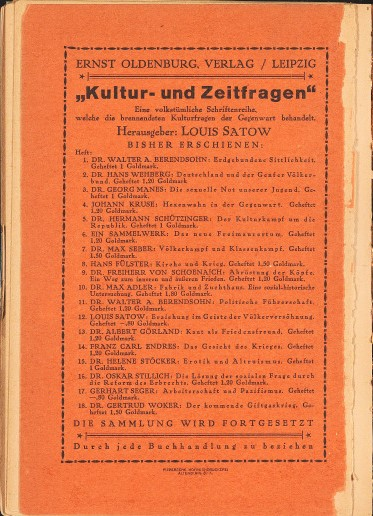
Kant als Friedensfreund

- Aristoteles und die Arithmetik. Phil. Diss. (Ms.), Marburg 1898, 61 Seiten, erweitert unter demselben Titel Elwert Verlag, Marburg 1899, 211 Seiten.
- Paul Natorp als Pädagoge. Klinkhardt, Leipzig 1904.
- Index zu Hermann Cohens Logik der reinen Erkenntnis. Cassirer, Berlin 1906.
- Aristoteles und Kant. Bezüglich der Idee der kritischen Erkenntnis. Töpelmann, Gießen 1909.
- Die Hypothese. In Briefen zweier Freunde. Vandenhoeck & Ruprecht, Göttingen 1911.
- Hermann Cohens systematische Arbeit im Dienste des kritischen Idealismus. Kant-Studien 17 (1–3), S. 222–251. Akademie-Verlag, 1912
- Die Idee des Schicksals in der Geschichte der Tragödie. Mohr, Tübingen 1913.
- Ethik als Kritik der Weltgeschichte. Teubner, Leipzig 1914.
- Neubegründung der Ethik aus ihrem Verhältnis zu den besonderen Gemeinschaftswissenschaften. Reuther und Reichard, Berlin 1918.
- Religionsphilosophie als Wissenschaft aus dem Systemgeiste des kritischen Idealismus. Verlag der wissenschaftlichen Verleger, Berlin 1922.
- Kant als Friedensfreund. Oldenburg, Leipzig 1924.
- Prologik. Dialektik des kritischen Idealismus. Paul Cassirer, Berlin 1930.
- Ästhetik. Kritische Philosophie des Stils. Prieß, Hamburg 1937.
- Die Grundweisen des Menschseins. Meiner, Hamburg 1954.